# Conny Perrin
Conny Perrin (Saint-Imier, 25 de diciembre de 1990) es una jugadora suiza de tenis.
Su mejor clasificación en la WTA fue la número 138 del mundo, que llegó el 23 de julio de 2018. En dobles alcanzó número 140 del mundo, que llegó el 4 de abril de 2016. Hasta la fecha, ha ganado 12 individuales y 19 títulos de dobles en el ITF tour.

## Títulos WTA (0; 0+0)

### Dobles (0)
| Leyenda                    |
| -------------------------- |
| Grand Slam (0)             |
| Juegos Olímpicos (0)       |
| WTA Tour Championships (0) |
| Premier Mandatory (0)      |
| Premier 5 (0)              |
| Premier (0)                |
| International (0)          |

#### Finalista (1)
| N.º | Fecha                 | Torneos        | Superficie    | Pareja     | Oponentes en la final               | Resultado   |
| --- | --------------------- | -------------- | ------------- | ---------- | ----------------------------------- | ----------- |
| 1.  | 20 de febrero de 2016 | Río de Janeiro | Tierra batida | Tara Moore | Verónica Cepede Royg María Irigoyen | 1-6, 6-7(5) |

## Títulos WTA 125s

### Dobles (1–1)
| Resultado | N.º | Fecha                   | Torneos       | Superficie    | Pareja       | Oponentes                             | Resultado        |
| --------- | --- | ----------------------- | ------------- | ------------- | ------------ | ------------------------------------- | ---------------- |
| Campeona  | 1.  | 18 de noviembre de 2023 | Colina        | Tierra batida | Julia Lohoff | Lucciana Pérez Alarcón Daniela Seguel | 7-6(2), 6-2      |
| Finalista | 1.  | 25 de noviembre de 2023 | Florianópolis | Tierra batida | Julia Lohoff | Sara Errani Léolia Jeanjean           | 5-7, 6-3, [7-10] |

## Títulos ITF

### Individual (12)
| Torneos de $100,000 |
| Torneos de $80,000  |
| Torneos de $60,000  |
| Torneos de $25,000  |
| Torneos de $15,000  |
| Torneos de $10,000  |

| N.º | Fecha                    | Torneo            | Superficie | Oponentes           | Resultado         |
| --- | ------------------------ | ----------------- | ---------- | ------------------- | ----------------- |
| 1.  | 25 de agosto de 2008     | Bucarest, Rumania | Arcilla    | Diana Enache        | 6–3, 6–2          |
| 2.  | 1 de diciembre de 2008   | Vinaroz, España   | Arcilla    | Elitsa Kostova      | 6–4, 6–2          |
| 3.  | 30 de agosto de 2010     | Osijek, Croacia   | Arcilla    | Réka-Luca Jani      | 7–6(10), 4–6, 6–1 |
| 4.  | 22 de noviembre de 2010  | Barueri, Brasil   | Dura       | Alexandra Cadanțu   | 5–0, ret.         |
| 5.  | 2 de abril de 2012       | Argel, Argelia    | Arcilla    | Yvonne Neuwirth     | 6–3, 6–0          |
| 6.  | 7 de abril de 2014       | Dakar, Senegal    | Arcilla    | Chanel Simmonds     | 6–0, 7–5          |
| 7.  | 5 de mayo de 2014        | Bastad, Suecia    | Arcilla    | Maria Sakkari       | 7–5, 6–1          |
| 8.  | 25 de agosto de 2014     | Bagnatica, Italia | Arcilla    | Anastasia Grymalska | 6–3, 7–5          |
| 9.  | 22 de septiembre de 2014 | Argel, Argelia    | Arcilla    | Sherazad Reix       | 6–1, 6–1          |
| 10. | 14 de diciembre de 2015  | Lagos, Nigeria    | Dura       | Tadeja Majerič      | 3–6, 6–4, 7–6(6)  |
| 11. | 17 de octubre de 2016    | Lagos, Nigeria    | Dura       | Tadeja Majerič      | 6–3, 6–3          |
| 12. | 21 de octubre de 2017    | Lagos, Nigeria    | Dura       | Deniz Khazaniuk     | 7–6(13–11), 6–3   |

## Vida personal
Conny Perrin está comprometida con la tenista británica Tara Moore.